# 2021년 선거 목록
2021년 선거 목록은 2021년에 치러졌거나, 치러질 예정인 선거에 대한 목록이다.
- 1월 10일: 2021년 키르기스스탄 대통령 선거
- 1월 14일: 2021년 우간다 총선거(영어판)
- 2월 8일: 2021년 소말리아 대통령 선거(영어판)
- 3월 15일: 2021년 네덜란드 총선(영어판)
- 4월 7일: 2021년 대한민국 재보궐선거
- 4월 11일: 2021년 페루 대통령 선거(1차)
- 5월 23일: 2021년 베트남 의회 선거(영어판)
- 6월 2일: 2021년 이스라엘 대통령 선거(영어판)
- 6월 6일: 2021년 페루 대통령 선거(2차)
- 6월 9일: 2021년 몽골 대통령 선거(영어판)
- 6월 18일: 2021년 이란 대통령 선거
- 7월 4일: 2021년 도쿄도의회 의원 선거
- 8월 12일: 2021년 잠비아 총선거(영어판)
- 9월 8일: 2021년 모로코 총선(영어판)
- 9월 13일: 2021년 노르웨이 총선
- 9월 17~19일: 2021년 러시아 의회선거
- 9월 20일: 2021년 캐나다 연방 선거
- 9월 26일: 2021년 독일 연방의회 선거
- 10월 24일: 2021년 우즈베키스탄 대통령 선거(영어판)
- 10월 31일: 제49회 일본 중의원 의원 총선거
- 11월 14일: 2021년 불가리아 총선거(영어판)
- 11월 18일: 2021년 통가 총선거(영어판)
- 11월 28일: 2021년 온두라스 총선거(영어판)
- 12월 4일: 2021년 감비아 대통령 선거(영어판)